# The Lucky Lady
The Lucky Lady is een Amerikaanse filmkomedie uit 1926 onder regie van Raoul Walsh.

## Verhaal
Na de dood van de prins van San Guido bepaalt premier Franz Garletz dat prinses Antoinette moet trouwen met graaf Ferranzo. De prinses zit op dat ogenblik in een kloosterschool. Tijdens een bezoekje aan een plaatselijke herberg wordt ze verliefd de jonge Amerikaanse toerist Clarke.

## Rolverdeling
| Acteur              | Personage              |
| ------------------- | ---------------------- |
| Greta Nissen        | Antoinette             |
| Lionel Barrymore    | Graaf Ferranzo         |
| William Collier jr. | Clarke                 |
| Marc McDermott      | Franz Garletz          |
| Carrie Daumery      | Hertogin               |
| Sôjin Kamiyama      | Secretaris van Garletz |